# Bill Calhoun
Bill C. „Bill” Calhoun (ur. 4 listopada 1927 w San Francisco, zm. 17 grudnia 2024) – amerykański koszykarz, występujący na pozycjach rzucającego obrońcy lub niskiego  skrzydłowego, mistrz NBA z 1951.

## Osiągnięcia
AAU
- Wicemistrz AAU (1947)[3]
- Zaliczony do I składu Amateur Athletic Union (AAU – 1947)[3]

NBL
- Wicemistrz NBL (1948)

NBA
- Mistrz NBA (1951)[2]